# Haute-Gueldre des États
1713–1795
La Haute-Gueldre des États (en néerlandais : Staats Opper-Gelre ; en limbourgeois : Staots-Bove-Gelder) était un pays de la Généralité des Provinces-Unies, situé dans l'actuelle province néerlandaise de Limbourg.

## Histoire
À la paix d'Utrecht qui met fin à la guerre de Succession d'Espagne, la Haute-Gueldre est partagée entre le royaume de Prusse, le duché de Juliers, l'archiduché d'Autriche et les Provinces-Unies.

## Territoire
La Haute-Gueldre des États comprenait :
- la ville de Venlo avec le fort Saint-Michel ;
- le bailliage de Montfort composé des villes de Linne, Montfort et Nieuwstadt, des schepenbanken de Sint-Odiliënberg (Berg ane Roer), Echt et Vlodrop et des villages de Belfeld, Posterholt et Roosteren ;
- Beesel, Laak, Ohé et Stevensweert.